# Stay in the Dark
«Stay in the Dark» —en español: «Permanecer en la oscuridad»— es una canción grabada por el trío musical estadounidense The Band Perry para su próximo tercer álbum de estudio, My Bad Imagination (2017). Escrito por los hermanos de Perry junto a Jenna Andrews y Benny Cassette, la canción sigue a «Comeback Kid» como su segundo lanzamiento en la discográfica de Interscope Records y sirve como el sencillo oficial para My Bad Imagination. Fue lanzado a los retailers digitales el 3 de febrero de 2017 ya las estaciones de radio americanas hot adult contemporary el 27 de febrero de 2017.

## Antecedentes
En agosto de 2015, The Band Perry lanzó «Live Forever» como el sencillo principal para un próximo álbum. La fuerte influencia pop de la canción «polarizó» a los fanes y llevó a rumores de que el grupo estaba «haciendo pop» y abandonando sus raíces en la música country, lo que el grupo luego refutó. Billboard anunció en marzo de 2016 que The Band Perry se había separado con Big Machine Label Group debido a diferencias creativas con respecto a su nueva música. Ese mayo, el grupo anunció que habían firmado con Interscope Records y estaban trabajando en un álbum de crossover, titulado Heart + Beat, que estaba programado para su lanzamiento en el otoño de 2016. Su primer sencillo en la nueva discográfica, «Comeback Kid» fue lanzado el 1 de agosto de 2016 y se convirtió en el sencillo del grupo de las listas más bajos hasta la fecha.
Tras un par de meses de interrupción, el grupo anunció en febrero de 2017 que lanzarían su «primer álbum pop», My Bad Imagination, en algún momento de ese año. El álbum incluirá «Stay in the Dark», pero presumiblemente no hay versiones anteriores.

## Lanzamiento y promoción
El grupo se burló de la liberación a través de Instagram puestos con el título, «NEW TRACK TONIGHT», el 2 de febrero de 2017. Los postes blancos y negros fueron diseñados por el director creativo Nicola Formachetti y fotografiados por Steven Klein. Con una «salida estética drástica» tanto del arte promocional neón de su álbum Heart + Beat como de los «neutrales silenciados» en la portada de «Comeback Kid», las fotos «muestran los bordes más oscuros de la banda», Según Rolling Stone.
«Stay in the Dark» fue lanzado a los retailers digitales a través de Interscope Records y Mercury Nashville (o Polydor Records en mercados selectos) el 3 de febrero de 2017. A pesar de haber sido grabados durante las mismas sesiones que su sencillo de 2016, «Comeback Kid», los medios de noticias están reportando «Stay in the Dark» como el primer lanzamiento de My Bad Imagination. Interscope prestó servicio a la canción a la radio hot adult contemporary en los Estados Unidos el 27 de febrero de 2017. Con My Bad Imagination siendo promocionado como el «primer álbum pop» del grupo, este sencillo marca el primer lanzamiento exclusivo del pop del grupo.

## Tabla de rendimiento
«Stay in the Dark» debutó en el número 33 en el Billboard Adult Pop Songs lista fechada el 25 de marzo de 2017 y fue el debut más alto de la semana.

## Posicionamiento en listas
| Listas (2017)                 | Mejor posición |
| ----------------------------- | -------------- |
| Estados Unidos (Adult Top 40) | 27             |

## Historial de lanzamientos
| País           | Fecha                 | Formato                | Discográfica | Ref.   |
| -------------- | --------------------- | ---------------------- | ------------ | ------ |
| Todo el mundo  | 3 de febrero de 2017  | Descarga digital       | Interscope   | [ 12 ] |
| Estados Unidos | 27 de febrero de 2017 | Hot adult contemporary | Interscope   | [ 13 ] |